# Balinac (Glina)
Pour les articles homonymes, voir Balinac.
Balinac est un village de la municipalité de Glina (comitat de Sisak-Moslavina) en Croatie. Au recensement de 2011, le village comptait 69 habitants.